# حارة الوحدة (صنعاء)

تعديل مصدري - تعديل

حارة الوحدة هي إحدى حارات حي شعوب بمديرية شعوب إحد مديريات العاصمة اليمنية صنعاء، بلغ تعداد سكانها 1994 نسمة حسب تعداد اليمن لعام 2004.